# Eugenio Espinosa de los Monteros y Bermejillo
Pour les articles homonymes, voir Espinosa de los Monteros (homonymie) et Espinosa.
Eugenio Espinosa de los Monteros y Bermejillo (Madrid, Espagne 1880 - Madrid, Espagne 6 février 1953) était un militaire et un diplomate espagnol, ayant participé à la Guerre d'Espagne, aux côtés du général Francisco Franco.

## Biographie
Fils de Carlos Espinosa de los Monteros y Sagaseta de Ilurdoz, Lieutenant Général, ambassadeur en France et premier marquis de Valtierra et de Dolores Bermejillo y García Menocal.
À 14 ans, il entre à l'Academia de Infantería dont il sort à 15 ans, en compagnie de son frère Carlos, d'un an plus âgé. Ils partent pour Cuba, où ils ont participé à différents combats, lors desquels ils se sont fait remarquer pour leur courage.
Marié à María del Carmen Dato y Barrenechea, 3e Duchesse de Dato, une des filles de Eduardo Dato e Iradier, qui avait été à trois occasions Président du Gouvernement de l'Espagne; son épouse est décédée en mai 1938.
Promu Général de Brigade le 15 février 1935.
Chef d'État Major de la III Inspección del Ejército. Nommé le 13 juin 1935 chef de l'Escuela Superior de Guerra (École supérieure de Guerre).
Au début de la Guerre civile espagnole, il se trouve à Madrid et se réfugie à l'Ambassade de France, d'où il réussit à être évacué. Il passe alors dans la zone nationale, devenant Chef du Premier Corps d'Armée. Le 8 février 1938, il est nommé Sous-secrétaire des Affaires Extérieures dans le premier Gouvernement du Général Franco. En 1939, à l'arrivée des troupes franquistes à Madrid, il est promu Gouverneur Général de Madrid. Chef de la VIII Région Militaire à partir du 11 octobre 1939.
Ambassadeur d'Espagne en Allemagne (24 juillet 1940-17 juillet 1941). Il fait partie des personnes qui accompagnent Franco à Hendaye à l'occasion de l'entrevue d’Hendaye avec Adolf Hitler en octobre 1940, mais ne participe pas aux conversations entre les deux chefs d'État.
Capitaine Général des Baléares à partir du 13 août 1941. Capitaine Général de la VI Région Militaire (du 29 janvier 1942 au 19 avril 1942). Membre du Conseil Suprême de la Justice Militaire du 11 octobre 1945 au 29 octobre 1946, date à laquelle il est versé dans la réserve à cause de son âge.